# گردی گوره شوی (تپه بزرگ شوی)
گردی گوره شوی (تپه بزرگ شوی) در شهرستان بانه، بخش مرکزی، روستای شوی واقع شده و این اثر در تاریخ ۲۷ مرداد ۱۳۸۲ با شمارهٔ ثبت ۹۶۵۷ به‌عنوان یکی از آثار ملی ایران به ثبت رسیده است.